# آيت داوود أوبويحيى (آيت أو منصف)
آيت داوود أوبويحيى هو دُوَّار يقع بجماعة فم العنصر، إقليم بني ملال، جهة بني ملال خنيفرة في المملكة المغربية. ينتمي الدوّار لمشيخة آيت أو منصف التي تضم 11 دوار. يقدر عدد سكانه بـ 628 نسمة حسب الإحصاء الرسمي للسكان والسكنى لسنة 2004.

## وصلات خارجية
- البوابة الوطنية للجماعات الترابية
- المندوبية السامية للتخطيط